# سامودراگوپتا
سامودارگوپتا سامودراگوپتای بزرگ پادشاه امپراتوری گوپتا میان سال‌های ۳۳۵ تا ۳۷۵ میلادی بود. او جانشین چاندراگوپتای یکم و یکی از بزرگ‌ترین فرماندهان جنگی تاریخ هند است.
سامودراگوپتا توانست سکاها و نیز شاهنشاهی کوشان را به تابعیت خویش درآورد. وی را به دلیل شرکت در جنگ‌های بسیار ناپلئون تاریخ هندوستان خوانده‌اند.
از سامودراگوپتا هشت‌گونه سکه یافت‌شده که همگی از زر ساخته شده‌اند. او همچنین فرمانروایی فرهنگ‌دوست بود و چامه‌سرایان و خنیاگران چندی را پشتیبانی می‌نمود. او اگرچه خود هندو بود، ولی به پیروان دیگر دین‌ها نیز با دید تساهل‌گونه می‌نگریست.